# Barriopedro
Barriopedro település Spanyolországban, Guadalajara tartományban. Barriopedro Brihuega és Valderrebollo községekkel határos. Lakosainak száma 24 fő (2024).

## Népesség
A település lakosságának változását az alábbi diagram mutatja:
| Lakosok száma | 30   | 32   | 29   | 27   | 23   | 20   | 18   | 15   | 17   | 24   |
|               | 2001 | 2004 | 2006 | 2009 | 2011 | 2014 | 2016 | 2019 | 2021 | 2024 |